# Тања Кецојевић
Тања Кецојевић, (Београд) је српска филмска глумица. Завршила је Академију умјетности у Сарајеву, после чега је играла у бројним филмовима и серијама у бившој Југославији. Дипломирала је два пута: сценске уметности на академији у Сарајеву, режију на париском универзитету.
Тања Кецојевић, од 1992. године настањена у Ерблеју, месташцу 15 километара удаљеном од Париза, са 35.000 становника, вешта у глуми, режији, сценографији, костимографији, песми и плесу, основала је мало позориште, под именом Театар анђела.

## Филмографија
| Год.       | Назив                | Улога          |
| ---------- | -------------------- | -------------- |
| 1988.      | Инат                 |                |
| 1989.      | Другарица министарка | Ана            |
| 1989.      | Хајде да се волимо 2 |                |
| 1990.      | Јастук гроба мог     |                |
| 1992.      | Нехај                | Sophie         |
| 1992.      | Велика фрка          | Дара Шиз       |
| 2004—2005. | Црна хроника         | Нада Латиновић |